# Georg Mühlberg
Georg Mühlberg, né le 5 février 1863 à Nuremberg, mort le 1er janvier 1925 à Munich est un peintre, dessinateur et illustrateur allemand.